# ویلتانز
ویلتانز (به فرانسوی: Villetaneuse؛ تلفظ فرانسوی: [vil.ta.nœz]) یک کمون در فرانسه است که در canton of Pierrefitte-sur-Seine واقع شده‌است. ویلتانز ۲٫۳۱ کیلومتر مربع مساحت و ۱۲٬۸۱۸ نفر جمعیت دارد.

## آموزش
ویلتانز دارای ۴ پیش‌دبستانی، ۴ دبستان و ۲ دبیرستان است.
شهرت اصلی ویلتانز به دلیل وجود دانشگاه ۱۳ پاریس است. در انستیتوی گالیله علوم مختلفی از جمله علوم مواد، علوم رایانه، فیزیک، ریاضی، الکترونیک، شیمی و مهندسی شیمی آموزش داده می‌شود.

## حمل و نقل
متروی پاریس از ویلتانز نمی‌گذرد و نزدیک‌ترین ایستگاه آن به این منطقه در کمونهٔ اپینه-سور-سن قرار دارد که فاصلهٔ آن با مرکز ویلتانز، ۱٫۲ کیلومتر است. همچنین فرودگاه شارل دوگل در فاصلهٔ ۱۲ کیلومتری این کمونه است.

## خواهرخوانده
شهرهای ویلا نوا د فوز کوا و Birkenwerder خواهرخوانده‌های ویلتانز هستند.